# ROSE ALBUM
『ROSE ALBUM』（ローズ・アルバム）は、日本の女性シンガーソングライター・Rie fuの2枚目のアルバム。2006年3月24日発売。

## 概要
前作『Rie fu』以来1年2ヵ月ぶりとなるアルバム。今回のアルバムの曲は全部ロンドンで制作した。自身初の2形態発売となり、初回生産限定盤は、DVDとの2枚組。

## 収録曲

### CD
特記以外全曲　作詞・作曲：Rie fu／編曲：上田禎・Rie fu
1. そのままで
  - テーマは「朝、通勤や通学時に合いそうな曲」[3]。
2. 5minutes
  - このアルバムの中では唯一デビュー前に作った曲[3]。
3. Funny Dream
4. I Wanna Go To A Place...
  - 編曲：SNORKEL
5. Realize
  - 作詞・作曲：Rie fu・スージー・ハグ
  - 編曲：スージー・ハグ、アダム・シーモア、Rie fu
  - プリテンダーズのギタリスト・アダム・シーモアとドラマー・マーティン・チェンバースが参加。
  - アダム・シーモアの妻でシンガーソングライターのスージー・ハグも作曲で参加[4]。
6. Tiny Tiny Melody
7. Conversation
  - 作詞・作曲：Rie fu・スージー・ハグ
  - 編曲：スージー・ハグ、アダム・シーモア、Rie fu
  - スージー・ハグが作曲で参加。初の他のミュージシャンとの共作[3]。
8. They Always Talk About
  - 編曲：松井敬治
9. Kiss U Goodbye
  - 作詞・作曲：Rie fu・スージー・ハグ
  - 編曲：スージー・ハグ、アダム・シーモア、Rie fu
10. Vintage Denim
11. ROSE
12. Long Long Way（Album Version）
13. ねがいごと
  - 編曲：SNORKEL

### DVD
1. りえ風ツアーライブ映像
2. Tiny Tiny Melody（VIDEO CLIP）
3. ねがいごと（VIDEO CLIP）